# Игриц (средневековый музыкант)
Игриц (чеш. , словац. и венг. igric) — название средневековых музыкантов и певцов в славянских районах Европы и Венгрии, а также аналог французского жонглёра и немецкого шпильмана. Славянское происхождение игрицев доказывает и этимология слова (igric-igrať / играть).

## Происхождение
История появления игрицев восходит к периоду существования Великой Моравии, расцвет их деятельности приходится на средние века. Первые упоминания о венгерских игрицах датируются X веком. Игрицев не стоит рассматривать как единый социальный слой. Одни игрицы находились на службе у представителей господствующего класса (пели для знати, дворян, в средневековых замках), другие выступали перед простолюдинами (в местах стечения толпы, на ярмарках, в трактирах). Репертуар игрицев полностью зависел от того, кто был их зрителем. Игрицы объединялись в союзы и корпорации. Иногда селения, в которых проживали игрицы, получали названия в их честь, например в южной Словакии до сих пор существует населённый пункт «Играм», а на Житном острове (Словакия) некогда было поселение «Игриц-Карча».
К XIII—XIV векам на венгерскую культуру усиливается западное влияние, в частности, на территорию Венгрии проникают бродячие западноевропейские менестрели, у которых игрицы заимствовали и адаптировали на венгерской почве сюжеты и манеру исполнения. Таким образом, игрицы служили посредниками между собственно венгерской и западноевропейской культурой.

## Репертуар
Имеются спорадические упоминания о существовании игрицев в хрониках и официальных документах, однако не сохранилось документов, где бы чётко описывался их репертуар, так как игрицы исполняли свои песни по памяти. Предполагается однако, что репертуар игрицев был широким и разнообразным: от исторического эпоса (эпические песни были основными в репертуаре венгерских игрицов), легенд, баллад, танцев, лирических, сатирических и застольных песен вплоть до монодрамы (сценические зарисовки с песнями), пантомимы и т. д. Пение игрицы обычно сопровождали игрой на струнных инструментах.
С XIV века среди музыкальных инструментов у венгерских игрицов были распространены скрипка, кобза (венг. koboz) и лютня.

## Прекращение деятельности игрицев
Игрицы в средние века были чуть ли не единственными исполнителями инструментальной музыки (ср. упоминания в хрониках о гуслярах, кобзарях, лютнистах). Они, будучи представителями светского элемента, зачастую подвергалась гонениям со стороны церкви. Судьба игрицев зависела от господствующего класса, поэтому с падением феодального строя исчезли и игрицы.
К XV веку в связи с усилением социальной дифференциации и началом гонения на странствующих музыкантов со стороны церкви, игрицы превращаются в своего рода скоморохов, но в то же время из среды менестрелей возникают придворные лютнисты, среди которых были профессиональные исполнители.